# 交代式
代数学における交代多項式（こうたいたこうしき、英: alternating polynomial）は、その変数のうち任意のふたつを入れ替えるとき、符号が反転するような多項式を言う。式で書けば、i, j は任意として {\displaystyle f(x_{1},\dots ,x_{j},\dots ,x_{i},\dots ,x_{n})=-f(x_{1},\dots ,x_{i},\dots ,x_{j},\dots ,x_{n})} が成り立つ多項式 f を交代多項式という。置換の言葉で言えば、多項式の変数に関する任意の置換 σ が引き起こす交代多項式 f への作用は置換の符号 sgn(σ) を掛けること: {\displaystyle f(x_{\sigma (1)},\dots ,x_{\sigma (n)})=\operatorname {sgn}(\sigma )f(x_{1},\dots ,x_{n})} として実現される。
より一般に、多項式 {\textstyle f(x_{1},\dots ,x_{n},y_{1},\dots ,y_{t})} が「x1, …, xn に関して交代的」とは、yj は何れも固定するものとして、xi たちのうちどの二つを入れ替えても符号が変わるときにいう
交代多項式を短く交代式とも呼ぶ。また「交代式」は、必ずしも多項式とは限らない有理式や代数式（あるいはより一般の数式）で、変数の入れ替えで符号が反転するものを指すこともある。より一般に、変数の入れ替えで符号の反転する任意の函数を、交代函数（あるいは交代写像）という。

## 対称多項式との関係
以下、多項式は同じ変数 x1, …, xn に関するものとして、対称多項式や交代多項式について
- 対称多項式同士の積は対称式である。
- 対称多項式と交代多項式との積は交代式である。
- 交代多項式同士の積は対称式である。

などが成り立つ。これらの関係は、対称式を「偶」・交代式を「奇」と対応させたときの偶奇性の加法表と一致している。したがって、対称多項式全体の成すベクトル空間と交代多項式全体の成すベクトル空間との直和は超代数（すなわち Z2-次数付き代数）を成し、その偶成分が対称多項式の空間・奇成分が交代多項式の空間になる。
特に、交代多項式の全体は対称多項式環上の加群になる。実はこの加群は自由階数 1 の自由加群で、生成元として n-変数の差積がとれる。
係数環の標数が 2 の場合は、交代多項式と対称多項式という二つの概念は一致する。

## 差積
もっとも単純な交代多項式は差積 {\displaystyle v_{n}:=\prod _{1\leq i<j\leq n}(x_{j}-x_{i})} である。差積が交代的であることは、ふたつの変数を入れ替えるとただ一つの因子だけ符号が変わり、それ以外の因子はそのままであることから明らか
任意の交代多項式 a はちょうど、差積と適当な対称多項式 s との積 {\textstyle a=v_{n}\cdot s} になっている。これは
- vn は任意の交代多項式を割り切る: 実際、任意の交代多項式 f において、xi = xj とすれば、交代性 {\displaystyle f(x_{1},\dots ,x_{i},\dots ,x_{j},\dots ,x_{n})=f(x_{1},\dots ,x_{j},\dots ,x_{i},\dots ,x_{n})=-f(x_{1},\dots ,x_{i},\dots ,x_{j},\dots ,x_{n})} によって交代式の値は零となるから、因数定理により xi − xj は f を割り切る。したがって、vn は f を割り切る。
- 交代多項式と対称多項式との積は交代多項式である。したがって差積と任意の対称多項式との積は交代多項式である。
- 逆に、ふたつの交代多項式の商は対称式（一般には多項式とは限らない対称有理式）であり、交代多項式は差積で割り切れる（つまり商は多項式）。

といったようなことからの帰結である。シューア多項式は、いま見たような交代多項式を差積で割った多項式として定義される対称函数である。
環構造
対称多項式全体の成す環を Λn とすれば、対称多項式および交代多項式全体の成す環は Λn に差積 vn を添加した環 {\textstyle \Lambda _{n}[v_{n}]} となる。より具体的に、Λn に係数を持つ vn を変数とする多項式環の剰余環 {\textstyle \Lambda _{n}[v_{n}]/\langle v_{n}^{2}-\Delta \rangle } と書いてもよい（ただし、{\textstyle \Delta :=v_{n}^{2}} は判別式と呼ばれる対称式である）。
つまり、対称および交代多項式環は、対称多項式環に判別式の平方根を添加する二次拡大環である。
あるいはまた {\textstyle R[e_{1},\dots ,e_{n},v_{n}]/\langle v_{n}^{2}-\Delta \rangle } とも書ける。
注2 が可逆元でない（標数 2 の）場合、状況がやや異なり、差積とは異なる多項式 Wn を用いた異なる関係式として書ける (Romagny 2005)。

## 表現論
表現論の観点からは、対称式環も交代式環も n-変数多項式環の n 個の変数に対する対称群の作用の部分表現と見ることができる（n 個の文字に対する置換が、それら文字からなる文字列への作用を誘導することに注意せよ）。
対称群は、自明表現と符号表現のふたつの一次元表現を持つ。自明表現に対応するのが対称多項式で、符号表現に対応するのが交代多項式である。きちんと述べれば、任意の対称多項式からなるスカラー係数線型結合の全体が対称群の自明表現・任意の交代多項式からなるスカラー係数線型結合の全体が対称群の符号表現であり、これらは多項式全体の成す空間とそれら各々の表現とのテンソル積をとったものとして得られる。
- 標数 2 ではこれら二つの表現は区別されないから、状況はより複雑である。
- 三変数以上の多項式環への対称群の作用では、これら二つ以外の部分表現も出てくる。

## 非安定性
交代多項式の全体は（安定ホモトピー論の意味で）非安定な現象を示す。つまり、n-変数対称式環の場合であれば、任意個の変数を持つ対称多項式環から、必要な変数以外の変数を零に等しいと置くことで得られる（このことを指して、対称多項式は「安定である」とか「互換的に定義された」(compatibly defined) などという）のであったが、交代多項式（とくに差積）にはこれが当てはまらない。

## 注